# Dioc
Dioc (en llatí Deiochus, en grec antic Δηΐοχος) fou un historiador grec nascut a Proconnesos que va viure abans d'Heròdot, mencionat per Dionís d'Halicarnàs que diu que va ser un dels primers historiadors grecs.
És probablement el mateix personatge que Esteve de Bizanci diu que era nascut a Cízic, i l'anomena Δηΐοχας ("Deiochas"), i li atribueix una història d'aquesta ciutat (περὶ Κυζίκου). Un escoliasta d'Apol·loni Rodi el cita amb freqüència, però nomeés el cita amb el seu nom una sola vegada, i altres vegades l'anomena Δηίλοχος ("Deilochus") i Διίοχος ("Diiochus").